# Akira Satō (Skispringer)
Akira Satō (jap. 佐藤 晃, Satō Akira; * 19. Juli 1964 in Kyōgoku, Hokkaidō) ist ein ehemaliger japanischer Skispringer.

## Werdegang
Satō begann seine internationale Karriere mit dem Start bei der Nordischen Skiweltmeisterschaft 1985 in Seefeld in Tirol. Von der Normalschanze erreichte er dabei den 16., von der Großschanze den 17. und im Teamspringen den 6. Platz. Am 30. Dezember 1985 gab er in Oberstdorf sein Debüt im Skisprung-Weltcup. Bis 1987 sprang er im Weltcup jedoch nur auf hintere Plätze. Überraschend konnte er am 24. Januar 1987 beim Springen in Sapporo sein erstes und einziges Weltcup-Springen gewinnen. Es war zudem sein erstes Springen, bei dem er Weltcup-Punkte gewinnen konnte. Am Ende der Saison 1986/87 belegte er damit den 25. Platz in der Weltcup-Gesamtwertung. Bei der Nordischen Skiweltmeisterschaft 1987 in Oberstdorf sprang Satō von der Normalschanze auf den 24. Platz. Satō gehörte zum japanischen Aufgebot für die Olympischen Winterspiele 1988 in Calgary, wo er von der Normalschanze auf den 11. und von der Großschanze auf den 33. Platz sprang. Im Teamspringen sprang er gemeinsam mit Masaru Nagaoka, Katsushi Tao und Shin’ichi Tanaka auf den 11. und damit letzten Platz. Nach den Spielen konnte er an seine Erfolge der Vorjahre nicht mehr anknüpfen. Ab 1990 startete er nur noch bei Springen in Sapporo, bevor er 1992 für drei weitere Jahre in den neu geschaffenen Skisprung-Continental-Cup wechselte. Dort konnte er jedoch keine Erfolge mehr erzielen und beendete 1995 seine aktive Skisprungkarriere.

## Erfolge

### Weltcupsiege im Einzel
| Nr. | Datum           | Ort     | Typ           |
| --- | --------------- | ------- | ------------- |
| 1.  | 24. Januar 1987 | Sapporo | Normalschanze |